# Partido Ecológico Español
El Partido Ecológico Español (PAEC) fue un partido ecologista español de derechas liderado por Damián Téllez de Perarlta y Juan Pedrol Salvado y fundado en 1977.

## Historia
Concurrió a las elecciones generales de 1977 presentando un único candidato a ellas en toda España: el biólogo y periodista Fernando Enebral Casares que optó a un escaño del Senado en Madrid, obteniendo 42 000 votos. El anuncio en el periódico madrileño Hoja del Lunes de su concurrencia electoral coincidió con una manifestación organizada por grupos ecologistas y que inmediatamente la desconvocaron para no hacer propaganda indirecta a esa candidatura. En 1978, el PAEC se integró en Alianza Popular.
Sin embargo, el 29 de marzo de 1978 Enebral inscribió un nuevo partido llamado Cambio Ecologista y Social o Partido Ecologista (CEYS o PE). Este partido se presentó a las siguientes elecciones generales de 1979 formando parte de Coalición Democrática con la que, para el Senado en Madrid, obtuvo Enebral Casares 206 000 votos, que resultaron ser 8000 más que la lista de esa Coalición para el Congreso en Madrid. Tras el intento de golpe de Estado del 23 de febrero de 1981, CEYS redujo sus actividades individuales para "favorecer así la estabilidad democrática", habiéndose integrado dentro de Alianza Popular el 15 de febrero de 1981, durante el IV Congreso Nacional de dicho partido.